# Madison
Madison – miasto w Stanach Zjednoczonych, stolica stanu Wisconsin, położone na przesmyku rozdzielającym jeziora Monona i Mendota. Obszar metropolitalny Madison obejmuje 683,2 tys. mieszkańców (2021) i jest drugim co do wielkości miastem w stanie Wisconsin. Znane jako „Miasto Czterech Jezior” ze względu na położenie wśród czterech jezior.
Zostało uznane przez US News za 17. najbardziej pożądane miejsce do życia w Stanach Zjednoczonych, w latach 2022–2023. O tak wysokim wyniku zadecydowały jakość życia, małomiasteczkowy klimat stolicy i rynek pracy, w tym wysoko oceniane szkolnictwo. 
Swoją siedzibę w Madison ma Epic Systems – firma zajmująca się oprogramowaniem dla służby zdrowia, która jest wskazywana jako wiodący czynnik pobudzający gospodarkę, podobnie jak inne szpitale i firmy technologiczne. Ponadto Madison stanowi ośrodek przemysłu metalowego, maszynowego, chemicznego, spożywczego, elektrotechnicznego oraz meblarskiego.
Madison zostało założone w 1836 roku. Od początku było stolicą Terytorium Wisconsin, od 1848 jest stolicą stanu Wisconsin. W Madison mieści się znany uniwersytet.

## Demografia
W latach 2010–2020 populacja miasta wzrosła o 15,7% do 269,8 tys. mieszkańców, a struktura rasowa miasta przedstawiała się następująco: biali nielatynoscy – 72%, Azjaci – 8,9%, Latynosi – 7,8%, czarni lub Afroamerykanie – 6,8% i rasy mieszanej – 6,2%. 
Do największych grup należały osoby pochodzenia niemieckiego (29,4%), irlandzkiego (12%), angielskiego (8,8%), norweskiego (6,9%), polskiego (5,5%), meksykańskiego (4,5%), włoskiego (4%), afrykańskiego lub arabskiego (3,1%) i chińskiego (3%).

## Klimat
Podobnie jak reszta stanu, Madison ma wilgotny klimat kontynentalny. Klimat w Madison jest zmienny. Zimą pogoda może być mroźna, z umiarkowanymi, a czasem silnymi opadami śniegu. Latem jest zwykle dość gorąco i wilgotno.

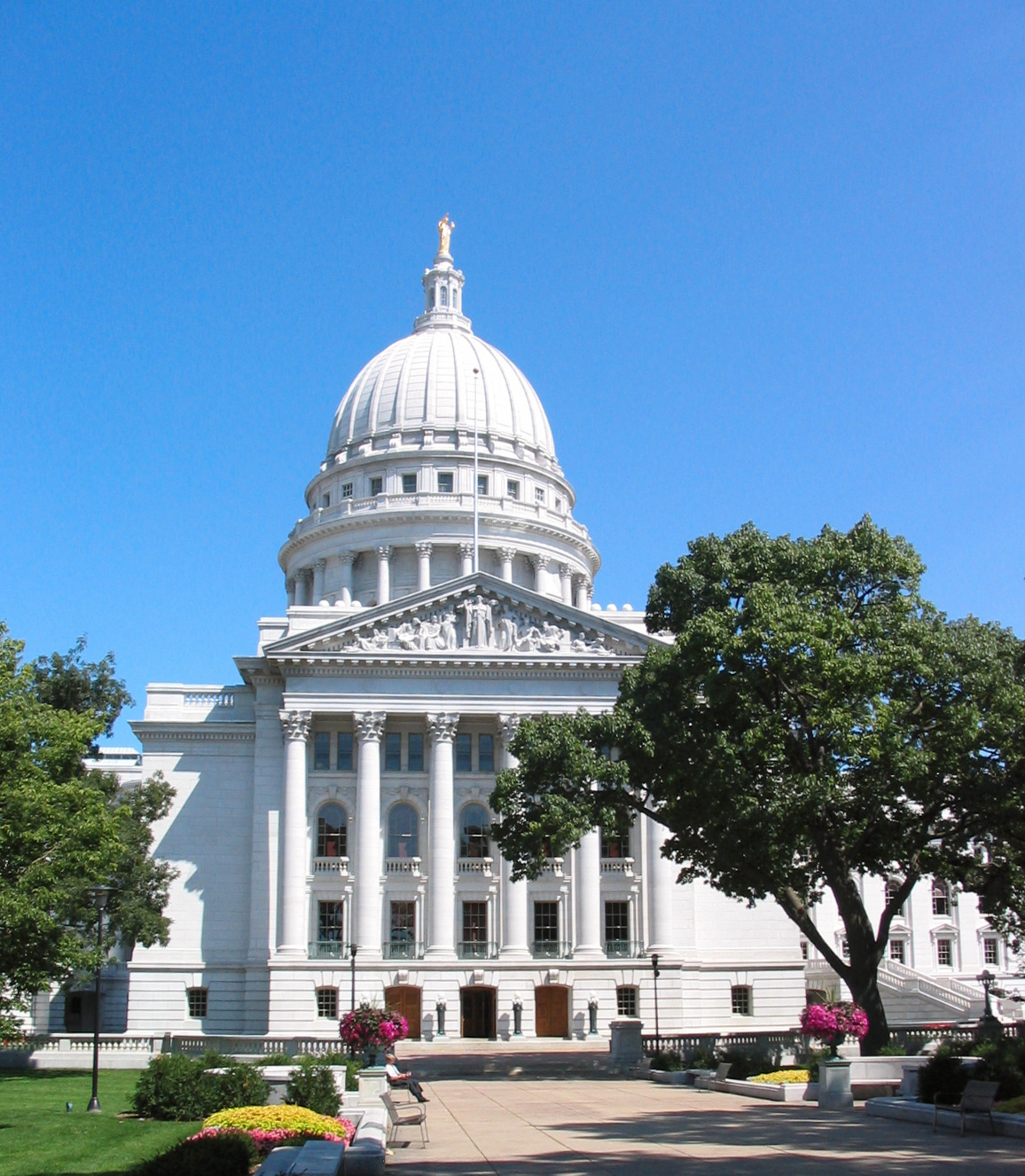
Kapitol stanu Wisconsin

## Zabytki
- Kapitol stanowy
- synagoga Gates of Heaven (1863)
- zbór uniwersalistów unitariańskich (1949–1951).

## Miasta partnerskie
- Ainaro (Timor Wschodni)
- Arcato (Salwador)
- Bắc Giang (Wietnam)
- Cuzco (Peru)
- Camagüey (Kuba)
- Fryburg Bryzgowijski (Niemcy)
- Managua (Nikaragua)
- Mantua (Włochy)
- Obihiro (Japonia)
- Wilno (Litwa)